# Список параметров напряжения и силы электрического тока
В связи с тем, что электрические сигналы представляют собой изменяющиеся во времени величины, в электротехнике и радиоэлектронике используются по необходимости разные способы представлений напряжения и силы электрического тока

## Значения переменного напряжения (тока)
Далее для определенности будем говорить большей частью о параметрах напряжения, хотя они справедливы и для токов.

### Мгновенное значение
Мгновенное значение — это значение сигнала в определённый момент времени, функцией которого является (  {\displaystyle u(t)~,\quad i(t)}    ). 
Мгновенные значения медленно изменяющегося сигнала можно определить с помощью малоинерционного вольтметра постоянного тока, самописца или шлейфового осциллографа, для периодических быстротекущих процессов используется электронно-лучевой или цифровой осциллограф.

### Амплитудное значение
- Амплитудное (пиковое) значение, иногда называемое просто «амплитуда» — наибольшее мгновенное значение напряжения или силы тока за период (без учёта знака):

{\displaystyle U_{M}=\max(|u(t)|)~,\qquad I_{M}=\max(|i(t)|)}
Пиковое значение напряжения измеряется с помощью импульсного вольтметра или осциллографа.

### Среднеквадратичное значение
Среднеквадратичное значение (устар. действующее, эффективное) — корень квадратный из среднего значения квадрата напряжения или тока.
{\displaystyle U={\sqrt {{\frac {1}{T}}\int \limits _{0}^{T}u^{2}(t)dt}}~,\qquad I={\sqrt {{\frac {1}{T}}\int \limits _{0}^{T}i^{2}(t)dt}}}
Среднеквадратичные значения являются самыми распространёнными, так как они наиболее удобны для практических расчётов, поскольку в линейных цепях с чисто активной нагрузкой переменный ток с действующими значениями {\displaystyle I} и {\displaystyle U} совершает ту же работу, что и постоянный ток с теми же значениями тока и напряжения. Например, лампа накаливания или кипятильник, включённые в сеть с переменным напряжением с действующим значением 220 В, работают (светят, греют) точно так же, как и будучи подключенными к источнику постоянного напряжения с тем же значением напряжения.
Когда не оговаривают особо, то обычно имеют в виду именно среднеквадратичные значения величины напряжения или силы тока.
В среднеквадратичных значениях проградуированы показывающие устройства большинства вольтметров и амперметров переменного тока, за исключением специальных приборов, однако эти обычные приборы дают правильные показания для среднеквадратических значений только при форме сигнала синусоидальной формы. Некритичны к форме сигнала приборы с термопреобразователем, в которых измеряемый ток или напряжение с помощью нагревателя, представляющим собой активное сопротивление, преобразуется в далее измеряемую температуру, которая и характеризует величину электрического сигнала. Также нечувствительны к форме сигнала специальные устройства, возводящие мгновенное значение сигнала в квадрат с последующим усреднением во времени (с квадратичным детектором) или АЦП, возводящие в входной сигнал в квадрат тоже с усреднением по времени. Квадратный корень из выходного сигнала таких устройств как раз и является среднеквадратическим значением.
Квадрат среднеквадратичного значения напряжения, выраженного в вольтах, численно равен средней рассеиваемой мощности в ваттах на резисторе с сопротивлением 1 Ом.

### Среднее значение
Среднее значение (смещение) — постоянная составляющая напряжения или силы тока
{\displaystyle U={\frac {1}{T}}\int \limits _{0}^{T}u(t)dt~,\qquad I={\frac {1}{T}}\int \limits _{0}^{T}i(t)dt}
В электротехнике используется редко, но сравнительно часто используется в радиотехнике (ток смещения и напряжение смещения).
Геометрически это разность площадей под и над осью времени, делённая на период. Для синусоидального сигнала смещение равно нулю.

### Средневыпрямленное значение
Средневыпрямленное значение — среднее значение модуля сигнала
{\displaystyle U={\frac {1}{T}}\int \limits _{0}^{T}\mid u(t)\mid dt~,\qquad I={\frac {1}{T}}\int \limits _{0}^{T}\mid i(t)\mid dt}
На практике используется редко, однако большинство измерительных приборов переменного тока - магнитоэлектрической системы (т. е., в которых ток перед измерением выпрямляется) фактически измеряют именно эту величину, хотя их шкала проградуирована по среднеквадратичным значениям для синусоидальной формы сигнала. Если сигнал заметно отличается от синусоидального, показания приборов магнитоэлектрической системы имеют систематическую ошибку. В отличие от приборов магнитоэлектрической системы, приборы электромагнитной, электродинамической и тепловой систем измерения всегда реагируют на действующее значение, независимо от формы электрического тока.
Геометрически это сумма площадей, ограниченная кривой над и под осью времени за время измерения. При однополярном измеряемом напряжении среднее и средневыпрямленное значения равны между собой.

## Коэффициенты пересчёта значений
- Коэффициент формы кривой переменного напряжения (тока) — величина, равная отношению действующего значения периодического напряжения (тока) к его средневыпрямленному значению. Для синусоидального напряжения (тока) равен {\displaystyle {\frac {{\pi }/2}{\sqrt {2}}}\approx 1.11}.

- Коэффициент амплитуды кривой переменного напряжения (тока) — величина, равная отношению максимального по модулю за период значения напряжения (тока) к действующему значению периодического напряжения (тока). Для синусоидального напряжения (тока) равен {\displaystyle {\sqrt {2}}}.

## Параметры постоянного тока
- Размах пульсации напряжения (тока) — величина, равная разности между наибольшим и наименьшим значениями пульсирующего напряжения (тока) за определенный интервал времени

- Коэффициент пульсации напряжения (тока) — величина, равная отношению наибольшего значения переменной составляющей пульсирующего напряжения (тока) к его постоянной составляющей. 
  - Коэффициент пульсации напряжения (тока) по действующему значению — величина, равная отношению действующего значения переменной составляющей пульсирующего напряжения (тока) к его постоянной составляющей
  - Коэффициент пульсации напряжения (тока) пo среднему значению — величина, равная отношению среднего значения переменной составляющей пульсирующего напряжения (тока) к его постоянной составляющей

Параметры пульсации определяются по осциллографу, либо с помощью двух вольтметров или амперметров (постоянного и переменного тока)